# Fed Cup 2014 Zona Euro-Africana
La Zona Euro-Africana (Europe/Africa Zone) è una delle 3 divisioni zonali nell'ambito della Fed Cup 2014.
Essa è a sua volta suddivisa in tre gruppi (Gruppo I, Gruppo II, Gruppo III) formati rispettivamente da 16, 8 e 12 squadre, inserite in tali gruppi in base ai risultati ottenuti l'anno precedente. Questi tre gruppi sono vere e proprie categorie aventi un rapporto gerarchico fra di loro, equivalenti rispettivamente al terzo, quarto e quinto livello di competizione.
Il Gruppo III della zona Euro-Africana è l'ultima categoria nell'ordine, pertanto in tale categoria non sono previste retrocessioni.

## Gruppo I
- Sede: SYMA Rendezvény és kongresszusi központ, Budapest, Ungheria (cemento indoor)
- Periodo: 4-9 febbraio

Le 16 squadre sono state inserite in quattro gironi (Pool) da quattro squadre ciascuno. Le quattro squadre classificatesi al primo posto di ciascun girone hanno preso parte a degli spareggi per stabilire le due nazioni che avrebbero ottenuto il diritto di partecipare agli spareggi per il Gruppo Mondiale II e quindi tentare la promozione al Gruppo Mondiale II.

Le quattro squadre classificatesi all'ultimo posto di ciascun girone hanno preso parte a dei play-out, le cui due perdenti sono state retrocesse nel Gruppo II per l'edizione successiva.

### Gruppi
|   | Pool A (Dettagli) | Paesi Bassi (bandiera) | Belgio (bandiera) | Croazia (bandiera) | Lussemburgo (bandiera) |   |                     | Pool B (Dettagli) | Romania (bandiera) | Ungheria (bandiera) | Gran Bretagna (bandiera) | Lettonia (bandiera) |
| 1 | Paesi Bassi (3-0) |                        | 3-0               | 3-0                | 3-0                    | 1 | Romania (3-0)       |                   | 2-1                | 2-1                 | 2-1                      |                     |
| 2 | Belgio (2-1)      | 0-3                    |                   | 3-0                | 3-0                    | 2 | Ungheria (2-1)      | 1-2               |                    | 2-1                 | 2-1                      |                     |
| 3 | Croazia (1-2)     | 0-3                    | 0-3               |                    | 3-0                    | 3 | Gran Bretagna (1-2) | 1-2               | 1-2                |                     | 2-1                      |                     |
| 4 | Lussemburgo (0-3) | 0-3                    | 0-3               | 0-3                |                        | 4 | Lettonia (0-3)      | 1-2               | 1-2                | 1-2                 |                          |                     |

|   | Pool C (Dettagli) | Ucraina (bandiera) | Israele (bandiera) | Austria (bandiera) | Slovenia (bandiera) |   |                   | Pool D (Dettagli) | Bielorussia (bandiera) | Portogallo (bandiera) | Turchia (bandiera) | Bulgaria (bandiera) |
| 1 | Ucraina (3-0)     |                    | 3-0                | 2-1                | 3-0                 | 1 | Bielorussia (3-0) |                   | 3-0                    | 3-0                   | 2-1                |                     |
| 2 | Israele (2-1)     | 0-3                |                    | 2-1                | 2-1                 | 2 | Portogallo (2-1)  | 0-3               |                        | 2-1                   | 2-1                |                     |
| 3 | Austria (1-2)     | 1-2                | 1-2                |                    | 3-0                 | 3 | Turchia (1-2)     | 0-3               | 1-2                    |                       | 2-1                |                     |
| 4 | Slovenia (0-3)    | 0-3                | 1-2                | 0-3                |                     | 4 | Bulgaria (0-3)    | 1-2               | 1-2                    | 1-2                   |                    |                     |

### Spareggi promozione

#### Paesi Bassi vs. Bielorussia
| Paesi Bassi 2 | SYMA, Budapest, Ungheria 9 febbraio 2014 cemento indoor | SYMA, Budapest, Ungheria 9 febbraio 2014 cemento indoor                  | Bielorussia 0 |     |   |             |
| \| \| \| \| 1 \| 2 \| 3 \| \| \| - \| \| ------------------------------------------------------------------------ \| ---- \| --- \| - \| ----------- \| \| 1 \| \| Richèl Hogenkamp Aljaksandra Sasnovič \| 6 3 \| 6 4 \| \| \| \| 2 \| \| Kiki Bertens Ol'ga Govorcova \| 7 65 \| 6 2 \| \| \| \| 3 \| \| Kiki Bertens / Michaëlla Krajicek Ol'ga Govorcova / Aljaksandra Sasnovič \| \| \| \| non giocato \| |                                                         |                                                                          |               |     |   |             |
| |                                                         |                                                                          | 1             | 2   | 3 |             |
| 1 | Paesi Bassi (bandiera) · Bielorussia (bandiera)         | Richèl Hogenkamp Aljaksandra Sasnovič                                    | 6 3           | 6 4 |   |             |
| 2 | Paesi Bassi (bandiera) · Bielorussia (bandiera)         | Kiki Bertens Ol'ga Govorcova                                             | 7 65          | 6 2 |   |             |
| 3 | Paesi Bassi (bandiera) · Bielorussia (bandiera)         | Kiki Bertens / Michaëlla Krajicek Ol'ga Govorcova / Aljaksandra Sasnovič |               |     |   | non giocato |

#### Romania vs. Ucraina
| Romania 2 | SYMA, Budapest, Ungheria 9 febbraio 2014 cemento indoor | SYMA, Budapest, Ungheria 9 febbraio 2014 cemento indoor               | Ucraina 0 |     |   |             |
| \| \| \| \| 1 \| 2 \| 3 \| \| \| - \| \| --------------------------------------------------------------------- \| --- \| --- \| - \| ----------- \| \| 1 \| \| Sorana Cîrstea Ol'ga Savčuk \| 6 3 \| 6 0 \| \| \| \| 2 \| \| Simona Halep Elina Svitolina \| 6 3 \| 7 5 \| \| \| \| 3 \| \| Irina-Camelia Begu / Monica Niculescu Ljudmyla Kičenok / Ol'ga Savčuk \| \| \| \| non giocato \| |                                                         |                                                                       |           |     |   |             |
| |                                                         |                                                                       | 1         | 2   | 3 |             |
| 1 | Romania (bandiera) · Ucraina (bandiera)                 | Sorana Cîrstea Ol'ga Savčuk                                           | 6 3       | 6 0 |   |             |
| 2 | Romania (bandiera) · Ucraina (bandiera)                 | Simona Halep Elina Svitolina                                          | 6 3       | 7 5 |   |             |
| 3 | Romania (bandiera) · Ucraina (bandiera)                 | Irina-Camelia Begu / Monica Niculescu Ljudmyla Kičenok / Ol'ga Savčuk |           |     |   | non giocato |

### Spareggi 5º/8º posto

#### Belgio vs. Portogallo
| Belgio 2 | SYMA, Budapest, Ungheria 9 febbraio 2014 cemento indoor | SYMA, Budapest, Ungheria 9 febbraio 2014 cemento indoor                         | Portogallo 1 |     |     |  |
| \| \| \| \| 1 \| 2 \| 3 \| \| \| - \| \| ------------------------------------------------------------------------------- \| ---- \| --- \| --- \| \| \| 1 \| \| An-Sophie Mestach Bárbara Luz \| 2 6 \| 6 0 \| 6 2 \| \| \| 2 \| \| Yanina Wickmayer Michelle Larcher de Brito \| 65 7 \| 3 6 \| \| \| \| 3 \| \| Ysaline Bonaventure / An-Sophie Mestach Michelle Larcher de Brito / Bárbara Luz \| 7 62 \| 6 0 \| \| \| |                                                         |                                                                                 |              |     |     |  |
| |                                                         |                                                                                 | 1            | 2   | 3   |  |
| 1 | Belgio (bandiera) · Portogallo (bandiera)               | An-Sophie Mestach Bárbara Luz                                                   | 2 6          | 6 0 | 6 2 |  |
| 2 | Belgio (bandiera) · Portogallo (bandiera)               | Yanina Wickmayer Michelle Larcher de Brito                                      | 65 7         | 3 6 |     |  |
| 3 | Belgio (bandiera) · Portogallo (bandiera)               | Ysaline Bonaventure / An-Sophie Mestach Michelle Larcher de Brito / Bárbara Luz | 7 62         | 6 0 |     |  |

#### Ungheria vs. Israele
| Ungheria 2 | SYMA, Budapest, Ungheria 9 febbraio 2014 cemento indoor | SYMA, Budapest, Ungheria 9 febbraio 2014 cemento indoor          | Israele 1 |     |      |  |
| \| \| \| \| 1 \| 2 \| 3 \| \| \| - \| \| ---------------------------------------------------------------- \| --- \| --- \| ---- \| \| \| 1 \| \| Szabina Szlavikovics Ofri Lankri \| 3 6 \| 6 3 \| 62 7 \| \| \| 2 \| \| Réka-Luca Jani Keren Shlomo \| 6 4 \| 6 3 \| \| \| \| 3 \| \| Réka-Luca Jani / Szabina Szlavikovics Ofri Lankri / Keren Shlomo \| 6 3 \| 6 4 \| \| \| |                                                         |                                                                  |           |     |      |  |
| |                                                         |                                                                  | 1         | 2   | 3    |  |
| 1 | Ungheria (bandiera) · Israele (bandiera)                | Szabina Szlavikovics Ofri Lankri                                 | 3 6       | 6 3 | 62 7 |  |
| 2 | Ungheria (bandiera) · Israele (bandiera)                | Réka-Luca Jani Keren Shlomo                                      | 6 4       | 6 3 |      |  |
| 3 | Ungheria (bandiera) · Israele (bandiera)                | Réka-Luca Jani / Szabina Szlavikovics Ofri Lankri / Keren Shlomo | 6 3       | 6 4 |      |  |

### Spareggi 9º/12º posto

#### Croazia vs. Turchia
| Croazia 2 | SYMA, Budapest, Ungheria 9 febbraio 2014 cemento indoor | SYMA, Budapest, Ungheria 9 febbraio 2014 cemento indoor    | Turchia 1 |     |     |  |
| \| \| \| \| 1 \| 2 \| 3 \| \| \| - \| \| ---------------------------------------------------------- \| ---- \| --- \| --- \| \| \| 1 \| \| Tereza Mrdeža İpek Soylu \| 4 6 \| 6 1 \| 0 6 \| \| \| 2 \| \| Donna Vekić Melis Sezer \| 6 2 \| 6 1 \| \| \| \| 3 \| \| Darija Jurak / Tereza Mrdeža Çağla Büyükakçay / İpek Soylu \| 7 64 \| 4 6 \| 6 3 \| \| |                                                         |                                                            |           |     |     |  |
| |                                                         |                                                            | 1         | 2   | 3   |  |
| 1 | Croazia (bandiera) · Turchia (bandiera)                 | Tereza Mrdeža İpek Soylu                                   | 4 6       | 6 1 | 0 6 |  |
| 2 | Croazia (bandiera) · Turchia (bandiera)                 | Donna Vekić Melis Sezer                                    | 6 2       | 6 1 |     |  |
| 3 | Croazia (bandiera) · Turchia (bandiera)                 | Darija Jurak / Tereza Mrdeža Çağla Büyükakçay / İpek Soylu | 7 64      | 4 6 | 6 3 |  |

#### Gran Bretagna vs. Austria
| Gran Bretagna 2 | SYMA, Budapest, Ungheria 9 febbraio 2014 cemento indoor | SYMA, Budapest, Ungheria 9 febbraio 2014 cemento indoor    | Austria 0 |     |   |             |
| \| \| \| \| 1 \| 2 \| 3 \| \| \| - \| \| ---------------------------------------------------------- \| --- \| --- \| - \| ----------- \| \| 1 \| \| Tara Moore Tamira Paszek \| 6 2 \| 6 4 \| \| \| \| 2 \| \| Heather Watson Yvonne Meusburger \| 6 4 \| 6 2 \| \| \| \| 3 \| \| Tara Moore / Jocelyn Rae Yvonne Meusburger / Tamira Paszek \| \| \| \| non giocato \| |                                                         |                                                            |           |     |   |             |
| |                                                         |                                                            | 1         | 2   | 3 |             |
| 1 | Gran Bretagna (bandiera) · Austria (bandiera)           | Tara Moore Tamira Paszek                                   | 6 2       | 6 4 |   |             |
| 2 | Gran Bretagna (bandiera) · Austria (bandiera)           | Heather Watson Yvonne Meusburger                           | 6 4       | 6 2 |   |             |
| 3 | Gran Bretagna (bandiera) · Austria (bandiera)           | Tara Moore / Jocelyn Rae Yvonne Meusburger / Tamira Paszek |           |     |   | non giocato |

### Spareggi retrocessione

#### Lussemburgo vs. Bulgaria
| Lussemburgo 0 | SYMA, Budapest, Ungheria 9 febbraio 2014 cemento indoor | SYMA, Budapest, Ungheria 9 febbraio 2014 cemento indoor        | Bulgaria 2 |     |     |             |
| \| \| \| \| 1 \| 2 \| 3 \| \| \| - \| \| -------------------------------------------------------------- \| --- \| --- \| --- \| ----------- \| \| 1 \| \| Claudine Schaul Isabella Šinikova \| 2 6 \| 3 6 \| \| \| \| 2 \| \| Anne Kremer Elica Kostova \| 3 6 \| 7 6 \| 6 7 \| \| \| 3 \| \| Anne Kremer / Claudine Schaul Elica Kostova / Viktorija Tomova \| \| \| \| non giocato \| |                                                         |                                                                |            |     |     |             |
| |                                                         |                                                                | 1          | 2   | 3   |             |
| 1 | Lussemburgo (bandiera) · Bulgaria (bandiera)            | Claudine Schaul Isabella Šinikova                              | 2 6        | 3 6 |     |             |
| 2 | Lussemburgo (bandiera) · Bulgaria (bandiera)            | Anne Kremer Elica Kostova                                      | 3 6        | 7 6 | 6 7 |             |
| 3 | Lussemburgo (bandiera) · Bulgaria (bandiera)            | Anne Kremer / Claudine Schaul Elica Kostova / Viktorija Tomova |            |     |     | non giocato |

#### Lettonia vs. Slovenia
| Lettonia 2 | SYMA, Budapest, Ungheria 9 febbraio 2014 cemento indoor | SYMA, Budapest, Ungheria 9 febbraio 2014 cemento indoor                 | Slovenia 0 |      |   |             |
| \| \| \| \| 1 \| 2 \| 3 \| \| \| - \| \| ----------------------------------------------------------------------- \| --- \| ---- \| - \| ----------- \| \| 1 \| \| Jeļena Ostapenko Dalila Jakupovič \| 6 3 \| 7 69 \| \| \| \| 2 \| \| Diāna Marcinkēviča Maša Zec Peškirič \| 6 0 \| 6 0 \| \| \| \| 3 \| \| Diāna Marcinkēviča / Jeļena Ostapenko Dalila Jakupovič / Andreja Klepač \| \| \| \| non giocato \| |                                                         |                                                                         |            |      |   |             |
| |                                                         |                                                                         | 1          | 2    | 3 |             |
| 1 | Lettonia (bandiera) · Slovenia (bandiera)               | Jeļena Ostapenko Dalila Jakupovič                                       | 6 3        | 7 69 |   |             |
| 2 | Lettonia (bandiera) · Slovenia (bandiera)               | Diāna Marcinkēviča Maša Zec Peškirič                                    | 6 0        | 6 0  |   |             |
| 3 | Lettonia (bandiera) · Slovenia (bandiera)               | Diāna Marcinkēviča / Jeļena Ostapenko Dalila Jakupovič / Andreja Klepač |            |      |   | non giocato |

### Verdetti
- Paesi Bassi e Romania accedono ai play-off per il Gruppo Mondiale II.
- Lussemburgo e Slovenia retrocedono nel Gruppo II per il 2015.

## Gruppo II
- Sede: Šiaulių Teniso Mokykla, Šiauliai, Lituania (cemento indoor)
- Data: 16-19 aprile

Le 8 squadre sono state suddivise in due gironi (Pool) da quattro squadre ciascuno. La prima classificata di ciascuno dei due gironi ha giocato uno spareggio contro la seconda dell'altro girone per determinare quali due squadre sarebbero state promosse nel Gruppo I l'anno successivo. La terza classificata di ciascun girone ha disputato uno spareggio contro la quarta dell'altro girone per stabilire quale squadra dovesse essere retrocessa nel Gruppo III.

### Gruppi
|   | Pool A (Dettagli)   | Liechtenstein (bandiera) | Finlandia (bandiera) | Lituania (bandiera) | Montenegro (bandiera) |   |                            | Pool B (Dettagli) | Georgia (bandiera) | Bosnia ed Erzegovina (bandiera) | Sudafrica (bandiera) | Egitto (bandiera) |
| 1 | Liechtenstein (3-0) |                          | 2-1                  | 2-1                 | 3-0                   | 1 | Georgia (3-0)              |                   | 3-0                | 2-1                             | 3-0                  |                   |
| 2 | Finlandia (2-1)     | 1-2                      |                      | 2-1                 | 3-0                   | 2 | Bosnia ed Erzegovina (2-1) | 0-3               |                    | 2-1                             | 2-1                  |                   |
| 3 | Lituania (1-2)      | 1-2                      | 1-2                  |                     | 3-0                   | 3 | Sudafrica (1-2)            | 1-2               | 1-2                |                                 | 3-0                  |                   |
| 4 | Montenegro (0-3)    | 0-3                      | 0-3                  | 0-3                 |                       | 4 | Egitto (0-3)               | 0-3               | 1-2                | 0-3                             |                      |                   |

### Spareggi promozione

#### Liechtenstein vs. Bosnia ed Erzegovina
| Liechtenstein 2 | Šiaulių Teniso Mokykla, Šiauliai, Lituania 19 aprile 2014 cemento indoor | Šiaulių Teniso Mokykla, Šiauliai, Lituania 19 aprile 2014 cemento indoor | Bosnia ed Erzegovina 0 |     |   |             |
| \| \| \| \| 1 \| 2 \| 3 \| \| \| - \| \| ---------------------------------------------------------------------- \| --- \| --- \| - \| ----------- \| \| 1 \| \| Kathinka von Deichmann Dea Herdželaš \| 7 5 \| 6 4 \| \| \| \| 2 \| \| Stephanie Vogt Jasmina Tinjić \| 6 3 \| 6 1 \| \| \| \| 3 \| \| Stephanie Vogt / Kathinka von Deichmann Anita Husarić / Jasmina Tinjić \| \| \| \| non giocato \| |                                                                          |                                                                          |                        |     |   |             |
| |                                                                          |                                                                          | 1                      | 2   | 3 |             |
| 1 | Liechtenstein (bandiera) · Bosnia ed Erzegovina (bandiera)               | Kathinka von Deichmann Dea Herdželaš                                     | 7 5                    | 6 4 |   |             |
| 2 | Liechtenstein (bandiera) · Bosnia ed Erzegovina (bandiera)               | Stephanie Vogt Jasmina Tinjić                                            | 6 3                    | 6 1 |   |             |
| 3 | Liechtenstein (bandiera) · Bosnia ed Erzegovina (bandiera)               | Stephanie Vogt / Kathinka von Deichmann Anita Husarić / Jasmina Tinjić   |                        |     |   | non giocato |

#### Georgia vs. Finlandia
| Georgia 2 | Šiaulių Teniso Mokykla, Šiauliai, Lituania 19 aprile 2014 cemento indoor | Šiaulių Teniso Mokykla, Šiauliai, Lituania 19 aprile 2014 cemento indoor | Finlandia 1 |     |      |  |
| \| \| \| \| 1 \| 2 \| 3 \| \| \| - \| \| ------------------------------------------------------------------ \| --- \| --- \| ---- \| \| \| 1 \| \| Oksana Kalašnikova Emma Laine \| 6 1 \| 5 7 \| 65 7 \| \| \| 2 \| \| Sofia Shapatava Piia Suomalainen \| 6 2 \| 6 2 \| \| \| \| 3 \| \| Oksana Kalašnikova / Sofia Shapatava Emma Laine / Piia Suomalainen \| 6 4 \| 6 1 \| \| \| |                                                                          |                                                                          |             |     |      |  |
| |                                                                          |                                                                          | 1           | 2   | 3    |  |
| 1 | Georgia (bandiera) · Finlandia (bandiera)                                | Oksana Kalašnikova Emma Laine                                            | 6 1         | 5 7 | 65 7 |  |
| 2 | Georgia (bandiera) · Finlandia (bandiera)                                | Sofia Shapatava Piia Suomalainen                                         | 6 2         | 6 2 |      |  |
| 3 | Georgia (bandiera) · Finlandia (bandiera)                                | Oksana Kalašnikova / Sofia Shapatava Emma Laine / Piia Suomalainen       | 6 4         | 6 1 |      |  |

### Spareggi retrocessione

#### Sudafrica vs. Montenegro
| Sudafrica 3 | Šiaulių Teniso Mokykla, Šiauliai, Lituania 19 aprile 2014 cemento indoor | Šiaulių Teniso Mokykla, Šiauliai, Lituania 19 aprile 2014 cemento indoor | Montenegro 0 |     |   |  |
| \| \| \| \| 1 \| 2 \| 3 \| \| \| - \| \| ---------------------------------------------------------------------- \| --- \| --- \| - \| \| \| 1 \| \| Natasha Fourouclas Nina Kalezić \| 6 1 \| 6 0 \| \| \| \| 2 \| \| Chanel Simmonds Tamara Bojanić \| 6 1 \| 6 4 \| \| \| \| 3 \| \| Natasha Fourouclas / Natalie Grandin Nina Kalezić / Nikoleta Bulatović \| 6 3 \| 6 1 \| \| \| |                                                                          |                                                                          |              |     |   |  |
| |                                                                          |                                                                          | 1            | 2   | 3 |  |
| 1 | Sudafrica (bandiera) · Montenegro (bandiera)                             | Natasha Fourouclas Nina Kalezić                                          | 6 1          | 6 0 |   |  |
| 2 | Sudafrica (bandiera) · Montenegro (bandiera)                             | Chanel Simmonds Tamara Bojanić                                           | 6 1          | 6 4 |   |  |
| 3 | Sudafrica (bandiera) · Montenegro (bandiera)                             | Natasha Fourouclas / Natalie Grandin Nina Kalezić / Nikoleta Bulatović   | 6 3          | 6 1 |   |  |

#### Lituania vs. Egitto
| Lituania 1 | Šiaulių Teniso Mokykla, Šiauliai, Lituania 19 aprile 2014 cemento indoor | Šiaulių Teniso Mokykla, Šiauliai, Lituania 19 aprile 2014 cemento indoor | Egitto 2 |      |     |  |
| \| \| \| \| 1 \| 2 \| 3 \| \| \| - \| \| ----------------------------------------------------------------- \| --- \| ---- \| --- \| \| \| 1 \| \| Akvilė Paražinskaitė Sandra Samir \| 6 2 \| 61 7 \| 4 6 \| \| \| 2 \| \| Lina Stančiūtė Ola Abou Zekry \| 6 4 \| 6 4 \| \| \| \| 3 \| \| Justina Mikulskytė / Lina Stančiūtė Ola Abou Zekry / Mayar Sherif \| 5 7 \| 64 7 \| \| \| |                                                                          |                                                                          |          |      |     |  |
| |                                                                          |                                                                          | 1        | 2    | 3   |  |
| 1 | Lituania (bandiera) · Egitto (bandiera)                                  | Akvilė Paražinskaitė Sandra Samir                                        | 6 2      | 61 7 | 4 6 |  |
| 2 | Lituania (bandiera) · Egitto (bandiera)                                  | Lina Stančiūtė Ola Abou Zekry                                            | 6 4      | 6 4  |     |  |
| 3 | Lituania (bandiera) · Egitto (bandiera)                                  | Justina Mikulskytė / Lina Stančiūtė Ola Abou Zekry / Mayar Sherif        | 5 7      | 64 7 |     |  |

### Verdetti
- Liechtenstein e Bosnia ed Erzegovina promosse nel Gruppo I.
- Montenegro e Lituania retrocesse nel Gruppo III.

## Gruppo III
- Sede: Tere Tennisekeskuses, Tallinn, Estonia (cemento indoor)
- Data: 5-8 febbraio

Le 12 squadre sono state suddivise in quattro gironi (Pool) da tre squadre ciascuno. Le vincenti di ciascun girone hanno spareggiato fra di loro per stabilire le due promozioni.
|   | Pool A        | Estonia (bandiera) | Namibia (bandiera) | Armenia (bandiera) |
| 1 | Estonia (2–0) |                    | 3–0                | 3–0                |
| 2 | Namibia (1–1) | 0–3                |                    | 2–1                |
| 3 | Armenia (0–2) | 0–3                | 1–2                |                    |

|   | Pool B         | Grecia (bandiera) | Moldavia (bandiera) | Cipro (bandiera) |
| 1 | Grecia (2–0)   |                   | 2–1                 | 3–0              |
| 2 | Moldavia (1–1) | 1–2               |                     | 3–0              |
| 3 | Cipro (0–2)    | 0–3               | 0–3                 |                  |

|   | Pool C           | Danimarca (bandiera) | Norvegia (bandiera) | Madagascar (bandiera) |
| 1 | Danimarca (2–0)  |                      | 2–1                 | 3–0                   |
| 2 | Norvegia (1–1)   | 1–2                  |                     | 2–1                   |
| 3 | Madagascar (0–2) | 0–3                  | 1–2                 |                       |

|   | Pool D        | Irlanda (bandiera) | Malta (bandiera) | Islanda (bandiera) |
| 1 | Irlanda (2–0) |                    | 2–1              | 3–0                |
| 2 | Malta (1–1)   | 1–2                |                  | 3–0                |
| 3 | Islanda (0–2) | 0–3                | 0–3              |                    |